# Міякітамак
Міякітама́к (рос. Миякитамак, башк. Миәкәтамаҡ) — село у складі Міякинського району Башкортостану, Росія. Входить до складу Кожай-Семеновської сільської ради.
Населення — 675 осіб (2010; 745 в 2002).
Національний склад:
- татари — 88%